# All-Ireland Senior Hurling Championship 1902
L'All-Ireland Senior Football Championship 1902 fu l'edizione numero 16 del principale torneo di hurling irlandese. Cork batté Londra in finale, ottenendo il quinto titolo della sua storia.

## Formato
Parteciparono 12 squadre, tre per il Leinster, cinque per il Munster, 2 per il Connacht e 2 per l'Ulster, dove si disputò il primo titolo provinciale della storia. Inoltre partecipò pure Londra, che fu ammessa di diritto alla finale generale, dove sarebbe stata sfidata dai campioni del campionato nazionale irlandese in senso stretto.

## Torneo
Connacht Senior Hurling Championship
| Finale | Galway | 0-5 – 0-3 | Roscommon |  |

Leinster Senior Hurling Championship
| Finale | Dublin | 0-8 – 1-4 | Kilkenny |  |

Munster Senior Hurling Championship
| Finale | Cork (Dungourney) | 2-9 – 1-5 | Limerick |  |

Ulster Senior Hurling Championship
| Finale | Derry | 2-7 – 2-5 | Antrim |  |

All-Ireland Senior Hurling Championship
| 20 marzo 1904 Semifinale | Cork (Dungourney) | 10-13 – 0-00 | Galway | Tipperary |

| 5 giugno 1904 Semifinale | Dublin | 6-19 – 0-6 | Derry | Drogheda |

| 3 luglio 1904 Home final | Cork (Dungourney) | 1-7 – 1-7 | Dublin | Tipperary |

| 17 luglio 1904 Home final replay | Cork (Dungourney) | 2-6 – 0-1 | Dublin | Tipperary |

| Cork 11 settembre 1904 Finale | Cork (Dungourney) | 3-13 – 0-00 | London | Cork Athletic Grounds |